# Ali Bongo Ondimba
Ali Bongo Ondimba (született Alain-Bernard Bongo, Brazzaville, 1959. február 9. –) gaboni politikus, az ország elnöke (2009-2023).

## Élete
A korábbi francia gyarmat, Francia Egyenlítői-Afrika főkormányzói székhelyén, Brazzaville-ben született, és mindössze nyolcéves volt, amikor apja, Omar Bongo hatalomra került Gabonban. Iskoláit szülővárosában kezdte el, majd kilencévesen a jómódú párizsi előváros, Neuilly egyik magániskolájába került, majd a Sorbonne Egyetemen jogot tanult. A keresztnevét akkor változtatta Alira, amikor 1973-ban apjával áttért a muszlim hitre.
Eleinte nem mutatott érdeklődést a politika iránt, a labdarúgásért és a zenéért rajongott. A soulzene legendája, James Brown volt menedzserének segítségével és számos kiváló zenésszel 1977-ben még egy nagylemezt is felvett Vadiúj ember címmel. A funky stílusú dalokból hathetes nyugat-afrikai turnéra is futotta egy 30 fős amerikai zenekarral. Bár a zene életének szerves része maradt, mégsem a művészetet választotta, hanem apja hatására a politika felé fordult.
Először apja követeként járta a világot, kapcsolatokat épített az Egyesült Államokban és az arab világban, majd 1989-ben – 30 évesen – külügyminiszter lett. Tárcájáról akkor kellett távoznia, amikor egy életbe lépő alkotmánymódosítás 35 évben határozta meg a miniszteri kinevezések alsó korhatárát. Nem sokra rá 40 évesen a védelmi minisztérium élére került és a hadsereg átszervezésével rámutatott arra, hogy komolyan gondolja a politikai jövőjét.
Apja 2009-es halálát követően – a Gaboni Demokrata Párt (PDG) jelöltjeként – indult az elnökválasztáson, és a hivatalos eredmények szerint a szavazatok 42%-kal meg is nyerte azt. A következő, 2016-os megméretésen már csak alig hatezer szavazattal lett első, az ellenzék mindkét alkalommal csalással vádolta meg, és az erőszakos lázadások sem maradtak el.
2018 októberben agyvérzést kapott, és Marokkóba szállították gyógykezelésre. Távolléte idejére az alkotmánybíróság bizonyos jogköröket átadott az alelnöknek és a kormányfőnek. 2019 januárjában katonák egy szűk csoportja puccsot kísérelt meg a hatalomból való eltávolítására, ám ez sikertelenül végződött, mivel a kormányerők rövid időn belül elfogták a lázadókat.
2023. augusztus 30-án a választási bizottság – a szavazatok 64,27°%-ával – az augusztus 26-ai elnökválasztás győztesének hirdette ki, de alig kezdte el harmadik mandátumát, amikor saját testőrsége, Brice Oligui Nguema tábornok vezetésével megbuktatta – ezzel magához ragadva a hatalmat – és házi őrizetbe helyezte. Fiát és a család több szövetségesét is letartóztatták, ez a puccs a Bongo család 56 éves egyeduralmának vetett véget. A puccsisták semmissé nyilvánították a választások eredményét, reformokat, népszavazásra kerülő új alkotmányt és új választási törvényt vázoltak fel. Szeptember elején – egészségi állapotára való tekintettel – engedélyezték számára a külföldre való szabad távozást.